# Holographic Versatile Disc

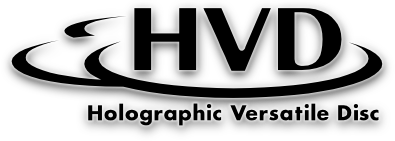
Logo del Holographic Versatile Disc

Struttura Holographic Versatile Disc
1. Laser verde lettura/scrittura (532 nm)
2. Laser rosso per la posizione (650 nm)
3. Dati olografici
4. Strato in policarbonato
5. Stato in polimeri (strato contenente i dati)
6. Strato distanziale
7. Stato riflettente del laser verde
8. Strato di alluminio, riflette il laser rosso
9. Base trasparente
P. PIT

L'Holographic Versatile Disc (HVD) è una memoria olografica che si prefiggeva di arrivare a contenere fino a 3,9 TB di informazioni.

## Descrizione
Il disco, della stessa dimensione di un CD o DVD, impiega una tecnologia di memorizzazione olografica, in cui due laser, uno verde ed uno rosso, collimano in un singolo raggio. Il laser verde legge i dati codificati come frange di interferenza laser da uno strato vicino alla superficie del disco, mentre il laser rosso è usato come raggio di riferimento e per leggere servo-informazioni da un regolare strato in alluminio vicino al fondo, simile a quello dei normali CD. Le servo-informazioni sono usate per monitorare la posizione della testina del lettore rispetto al disco, come per le informazioni di titolo, traccia e settore di un convenzionale disco rigido. Sui CD o sui DVD queste servo-informazioni sono sparse tra i dati.
Uno strato a specchio dicroico, posto tra i dati olografici e le servoinformazioni, riflette il laser verde lasciandosi attraversare dal laser rosso.
Questo previene le interferenze che verrebbero causate dalla rifrazione del laser verde sui solchi delle servoinformazioni ed è un passo avanti rispetto ai vecchi dispositivi di memorizzazione olografica, che soffrivano di troppe interferenze, o di totale mancanza delle servoinformazioni, un problema che li rendeva incompatibili con le contemporanee tecnologie dei lettori CD e DVD.

## Caratteristiche
Gli HVD hanno una frequenza di trasferimento di 1 Gbit/s (125 MB/s).
Sony, Philips, TDK, Panasonic e Optware prevedevano tutte di realizzare dischi di capacità di 1 TB nel tardo 2016, mentre la Maxell prevedeva per il 2017 di lanciare dischi dalla capacità di 500 GB e una frequenza di trasferimento di 20 MB/s.

## Oggi
Nonostante lo standard HVD sia stato approvato e pubblicato il 28 giugno 2007, nessuna compagnia ha ancora realizzato dischi HVD a causa dell'ormai avvenuta dematerializzazione dei contenuti video che aveva già reso obsoleto il Blu-ray

## Holography System Development Forum
L'Holography System Development Forum (HSD Forum; precedentemente HVD Alliance) è una coalizione di aziende col comune scopo di fornire un forum industriale per discussioni tecniche e test riguardanti i vari aspetti della progettazione e produzione di dischi HVD.
Sono anche coinvolti alcuni membri della Blu-ray Disc Association e dell'HD DVD Promotion Group.
A luglio/agosto 2009, L'HSD Forum comprende queste aziende:
- Sony
- Alps Electric Corporation, Ltd.
- Philips
- CMC Magnetics Corporation
- Panasonic
- Toshiba
- Samsung
- Sharp
- TDK
- JVC
- Apple
- LG
- Hitachi
- Mitsubishi
- Dainippon Ink & Chemicals
- EMTEC
- Fuji Photo Film Company, Ltd.
- Konica Minolta Holdings, Inc.
- LiteOn Technology Corporation
- Mitsubishi Kagaku Media Company, Ltd. (MKM)
- Moser Baer
- Nintendo
- Nippon Kayaku Co., Ltd.
- Nippon Paint Company, Ltd.
- Optware Corporation
- Pulstec Industrial Company, Ltd.
- Shibaura Mechatronics Corporation
- Software Architects, Inc. (?)
- Suruga Seiki Company, Ltd.
- Targray Technology International, Inc.
- Teijin Chemicals, Ltd.
- Toagosei Company, Ltd.
- Tokiwa Optical Corporation